# Melanorosaurus
Melanorosaurus (svart bergsödla) är ett släkte dinosaurie som tillhörande ordningen prosauropoder och familjen sauropoder. Den var en växtätare som levde i Sydafrika och hade en stor kropp med kraftiga ben, vilket antyder på att den gick på alla fyra. Lembenen var massiva och tunga, precis som en sauropods lemben.

## Beskrivning
Melanorosaurus, som levde i Sydafrika, var en stor, tungt byggd dinosaurie med lång svans. Den gick på alla fyra, och bakbenen var längre än frambenen. Fötterna hade fem tår. Melanorosaurus hade ett kranium på ungefär 250 mm. Den kunde bli upp till ungefär 8 m lång.
Melanorosaurus och de andra medlemmarna i porsauropodfamiljen var de första dinosaurier som levde helt och hållet på växter. 